# تئو التینک
تئو التینک (هلندی: Theo Eltink؛ زادهٔ ۲۷ نوامبر ۱۹۸۱) دوچرخه‌سوار اهل هلند است.